# Guiorgui Sardalashvili
Guiorgui Sardalashvili (en georgiano: გიორგი სარდალაშვილი, 26 de mayo de 2003) es un deportista georgiano que compite en judo.
Ganó dos medallas en el Campeonato Mundial de Judo, en los años 2023 y 2024, y una medalla de oro en el Campeonato Europeo de Judo de 2025.
Participó en los Juegos Olímpicos de París 2024, ocupando el quinto lugar en la categoría de –60 kg.

## Palmarés internacional
| Campeonato Mundial | Campeonato Mundial     | Campeonato Mundial | Campeonato Mundial |
| Año                | Lugar                  | Medalla            | Categoría          |
| ------------------ | ---------------------- | ------------------ | ------------------ |
| 2023               | Doha (Catar)           | Medalla de bronce  | –60 kg             |
| 2024               | Abu Dabi (EAU)         | Medalla de oro     | –60 kg             |
| Campeonato Europeo |                        |                    |                    |
| Año                | Lugar                  | Medalla            | Categoría          |
| 2025               | Podgorica (Montenegro) | Medalla de oro     | –60 kg             |